# April 2007
Dogodki v aprilu 2007.

## Arhivirane novice
| april 2007 |
| - V potresu in posledičnem cunamiju, ki sta prizadela Salomonove otoke, je umrlo vsaj 20 ljudi, več tisoč pa jih je ostalo brez strehe nad glavo. (BBC) (angleško) - Francoski hitri vlak TGV (na sliki) je na novi progi Pariz - Strasbourg presegel svoj prejšnji hitrostni rekord in dosegel hitrost 574,8 km/h. (RTV Slovenija) - Kirurgi iz bolnišnice Siriraj v Bangkoku so z operacijo uspešno ločili zraščeni dvojčici, ki sta se rodili s povezanimi jetri in srci. RTV Slovenija - Miha Valič je zaključil projekt v katerem je osvojil 82 štiritisočakov v eni zimski sezoni . - Z ruskega raketnega izstrelišča Bajkonur v Kazahstanu je v vesoljskem plovilu Sojuz proti mednarodni vesoljski postaji poletel peti vesoljski turist Charles Simonyi. (RTVSLO) - V Ljubljani je ZOTKS na fakulteti za elektrotehniko ter za računalništvo in informatiko priredil 13. festival računalništva. (RTVSLO) - Brazilec Felipe Massa s Ferrarijem je osvojil najboljši štartni položaj na kvalifikacijah pred Veliko nagrado Malezije, drugo dirko Formule 1 v sezoni 2007. (RTVSLO) - Na otoku Reunion v Indijskem oceanu je izbruhnil ognjenik. (RTVSLO) - Španec Fernando Alonso z McLaren-Mercedesem je zmagovalec druge dirke Formule 1 v sezoni 2007 za Veliko nagrado Malezije s čimer je tudi prevzel vodstvo v dirkaškem prvenstvu. (RTVSLO) - V 84. letu starosti je umrl Kurt Vonnegut mlajši (na sliki), ameriški pisatelj, satirik in likovni umetnik. (24ur.com), (BBC News) - Brazilec Felipe Massa s Ferrarijem je osvojil najboljši štartni položaj na kvalifikacijah pred Veliko nagrado Bahrajna, tretjo dirko Formule 1 v sezoni 2007. To je za japonskega opremljevalca s pnevmatikami, Bridgestone, jubilejni stoti najboljši štartni položaj. (RTVSLO) - Brazilec Felipe Massa s Ferrarijem je zmagovalec Velike nagrade Bahrajna, tretje dirke Formule 1 v sezoni 2007. V dirkaškem prvenstvu so zdaj na vrhu Alonso, Räikkönen in Hamilton, vsi s po 22-imi točkami, četrti pa je Massa s 17-imi. (RTVSLO) - Ruska policija je v Sankt Peterburgu napadla protestnike, ki nasprotujejo režimu predsednika Vladimirja Putina (RTV Slovenija). - Slovenska hokejska reprezentanca je v prvi tekmi Svetovnega prvenstva 1. divizije v hokeju, ki poteka v Ljubljani, premagala reprezentanco Romunije z 10:1. (RTV Slovenija) - V seriji streljanj na Politehničnem institutu in državni univerzi Virginije v Blacksburgu, ZDA, je umrlo vsaj 33 ljudi (s strelcem vred), še 29 pa jih je bilo ranjenih. S tem je to najbolj smrtonosen šolski pokol vseh časov. (CBS) (CNN) (BBC) (Reuters)(RTVSLO) - Slovenska hokejska reprezentanca je v drugi tekmi Svetovnega prvenstva 1. divizije v hokeju, ki poteka v Ljubljani, premagala reprezentanco Madžarske s 4:1. (RTV Slovenija) - Slovenska hokejska reprezentanca je v tretji tekmi Svetovnega prvenstva 1. divizije v hokeju, ki poteka v Ljubljani, premagala reprezentanco Velike Britanije s 4:0. (RTV Slovenija) - Slovenska hokejska reprezentanca je v četrti tekmi Svetovnega prvenstva 1. divizije v hokeju, ki poteka v Ljubljani, premagala reprezentanco Japonske s 7:1. S tem so si že pred zadnjo tekmo zagotovili zmago na turnirju in uvrstitev v elitno divizijo. (RTV Slovenija) - Slovenska hokejska reprezentanca je v peti in zadnji tekmi Svetovnega prvenstva 1. divizije v hokeju, ki poteka v Ljubljani, premagala reprezentanco Litve s 4:2 in turnir končala brez poraza. (RTV SLO) - Avstralec Casey Stoner z Ducatijem je zmagovalec Velike nagrade Turčije, tretje dirke motociklističnega prvenstva v sezoni 2007, s čimer je ponovno prevzel vodstvo v razredu MotoGP. (RTV Slovenija) - Zaradi odpovedi srca je umrl nekdanji ruski predsednik Boris Jelcin. (RTV SLO) - Umrl je ruski čelist in dirigent Mstislav Rostropovič. (RTVSLO) - slovenski morilec Silvo Plut je v priporu naredil samomor (RTVSLO) - Umrl je nekdanji hrvaški premier Ivica Račan. (RTV SLO) - Na evropskem prvenstvu v gimnastiki v Amsterdamu je Mitja Petkovšek ubranil naslov evropskega prvaka na bradlji, Aljaž Pegan pa je na drogu osvojil srebro. (RTV SLO) - V Boštanju so postavili 43 m visok kres, doslej najvišji kres na svetu. |